# Павленко, Анастасия Сергеевна
Анастаси́я Серге́евна Павле́нко (род. 21 февраля 1994, Самара) — российская дзюдоистка и самбистка, чемпионка России среди женщин по дзюдо (2016), победительница первенства мира по дзюдо среди юниоров (2013), чемпионка России по самбо среди юниоров (2012), серебряный призёр первенства мира по самбо среди юниоров (2012). Мастер спорта России по самбо, мастер спорта России международного класса по дзюдо.

## Биография
Анастасия Павленко начала свой путь в дзюдо на Кубани в 8 лет.
В секцию дзюдо её привел старший брат, Павленко Кирилл Сергеевич, серебряный призёр первенства России среди ВУЗов МВД России «Динамо», который вложил немалый вклад в становлении Насти в спорте на первоначальном этапе.
Первым тренером Анастасии был Владимир Александрович Кочерга, который смог довести Настю до уровня призёра первенства России среди кадетов.
При этом примечателен тот факт, что на начальном этапе спортивного пути, Настя боролось с юношами, так как девушек, увлекавшихся дзюдо на тот момент было мало. Настю не смущал данный факт и она занимала первые места, зачастую побеждая юношей досрочно.
С юниорского возраста Анастасия тренировалась в городе Самаре, в спортивном клубе «Олимп», под руководством заслуженного тренера России Герасимова Сергея Викторовича.